# Karola Blochová
Karola Blochová (rozená Karola Piotrkowska, 22. ledna 1905, Lodž, Polsko – 31. července 1994, Tübingen, Německo) byla polsko-německá architektka, socialistka, spisovatelka a feministka. Byla třetí manželkou filozofa Ernsta Blocha.

## Život
Narodila se v židovsko-polské rodině bohatého textilního továrníka Piotrkowského, který během první světové války uprchl do Ruska. V Moskvě byla svědkem Říjnové revoluce. V roce 1921 se rodina přestěhovala do Berlína, kde Karola studovala umění u expresionisty Ludwiga Meidnera. V roce 1926 se seznámila se svým budoucím manželem.
Architekturu začala studovat ve Vídni a poté se přestěhovala do Berlína na Technickou univerzitu, kde studovala u modernistů Hanse Poelziga a Bruna Tauta a díky přátelství s Xantim Schawinským měla možnost strávit nějaký čas v Bauhausu, i když nikdy nebyla oficiálně zapsána. Po nástupu Hitlera k moci emigrovala v roce 1933 do Curychu, kde v roce 1934 dokončila studia na curyšské univerzitě.
Navzdory nebezpečí, které Židům a komunistům v Německu hrozilo od doby, kdy se NSDAP "chopila moci", se vrátila do Berlína, odkud informovala komunistickou stranu v Moskvě o dění v Německu. V Berlíně vstoupila do levicového studentského klubu a zapojila se do boje proti fašismu. V roce 1932 vstoupila do Komunistické strany Německa.
Blochovi bydleli v levicové Künstlerkolonii Berlín (Uměleká kolonie v Berlíně) ve Wilmersdorfu. Po vypálení Reichstagu v roce 1933 byla levicová umělecká kolonie obklíčena nacisty. Karole se podařilo ukrýt Ernstovy rukopisy a nechat je propašovat ven. Uprchli do Švýcarska, kde Karola dokončila studia na ETH v Curychu. Kvůli sílící antisemitské atmosféře se přestěhovali do Vídně, kde se v roce 1934 vzali.

## Emigrace
Ve Vídni pracovala pro architekta Jacquese Groaga. Byla také informátorkou Komunistické strany Sovětského svazu, kterou informovala o situaci v Německu a Polsku. Po anšlusu Rakouska se manželé přestěhovali do Paříže, kde Karola pracovala v architektonickém ateliéru Auguste Perreta. V roce 1936 se přestěhovali do Prahy, kde Karola spolu s textilní návrhářkou Friedl Dickerem-Brandeisovou vedla vlastní návrhářskou firmu. Navrhla také rodinný dům v Tatrách. V roce 1937 se jim narodil syn Jan-Robert.
V roce 1938 manželé emigrovali do USA do New Yorku. Protože Ernst neuměl anglicky, byla to Karola, která živila rodinu jako architektka. Byla jednou ze dvou žen v kanceláři Mayer & Whittlesey, kde pracovala na projektech newyorských mrakodrapů, např. 240 Central Park South. Ve Spojených státech se manželé setkali s dalšími emigranty, jako byli Theodor W. Adorno a Hermann Broch. Po přestěhování do Cambridge ve státě New York byla Karola pověřena návrhem moderního domu pro Harryho Slochowera v Andoveru ve státě New Jersey. Pracovala také jako kreslička pro Stone and Webster, jednu z největších inženýrských firem v USA, aniž by věděla, že pracuje také na zařízeních pro projekt Manhattan. Pracovala také pro firmu Leland & Larsen v Bostonu a po válce zorganizovala skupinu na podporu polských architektů.
Karoliny rodiče a sourozenci byli nuceni žít ve varšavském ghettu a v roce 1943 byli zavražděni ve vyhlazovacím táboře Treblinka.

## Návrat do Německa
V roce 1949 se Blochovi vrátili do východního Německa, kde Ernst nastoupil místo profesora na univerzitě v Lipsku a Karola navrhovala standardizované mateřské školy a jesle z pověření Deutsche Bauakademie, ústředního výzkumného ústavu v NDR. Od roku 1953 pracovala jako konzultantka na stěžejním projektu dětského stacionáře „Zukunft der Nation“ (Budoucnost národa) pro lipskou bavlnářskou továrnu, který byl dokončen v roce 1955 a vzbudil pozornost odborných a ženských časopisů.
V roce 1957 byla Karola pro své protistalinské názory vyloučena ze Socialistické jednoty Německa. To také znamenalo, že jí bylo zakázáno pracovat ve své profesi. Několik let anonymně publikovala články určené ženám, například o efektivnějším navrhování kuchyní nebo o tom, jak číst stavební plány. Stala se také zakládající členkou Mezinárodního svazu architektek. Když byla 13. srpna 1961 postavena Berlínská zeď, manželé Blochovi, kteří byli na přednáškovém turné v západním Německu, se rozhodli do Lipska (do NDR) nevrátit. Usadili se v Tübingenu, kde se Ernst stal profesorem. Karola se věnovala aktivitám pro vězně a ženy. Byla zakladatelkou sdružení Hilfe zur Selbsthilfe, svépomocné organizace pro bývalé vězně. Na počátku sedmdesátých let 20. století se aktivně zapojila do hnutí za potrat, které organizovala významná feministka Alice Schwarzerová. Když jí bylo 76 let, odcestovala do Nikaraguy, aby podpořila sandinisty.

## Dílo
- BLOCH, Karola. Aus meinem Leben. Pfullingen: Neske 254 s. ISBN 978-3-7885-0240-9.
- BLOCH, Karola. Die Sehnsucht des Menschen, ein wirklicher Mensch zu werden: Reden und Schriften aus ihrer Tübinger Zeit. Příprava vydání Anne Frommann. Mössingen-Talheim: Talheimer Verl (Reihe politische Erfahrung). ISBN 978-3-89376-003-9.
- Lieber Genosse Bloch: Briefe von Rudi Dutschke, Gretchen Dutschke-Klotz und Karola Bloch; 1968 - 1979. Příprava vydání Rudi Dutschke, Gretchen Dutschke, Karola Bloch, Ernst Bloch, Rudi Dutschke. 1. Aufl. vyd. Mössingen-Talheim: Talheimer Verl 176 s. (Reihe politische Erfahrung). ISBN 978-3-89376-001-5.
- "Denken heißt überschreiten": in memoriam Ernst Bloch 1885 - 1977. Příprava vydání Karola Bloch, Adelbert Reif. Ungekürzte Ausgabe. vyd. Frankfurt/M Berlin Wien: Verlag Ullstein GmbH 334 s. (Ullstein Buch). ISBN 978-3-548-35152-0.
- BEER, Roland; LENZ, Claudia. „ ..., denn ohne Arbeit kann man nicht leben“: die Architektin Karola Bloch. Mössingen-Talheim: Talheimer 2 s. ISBN 978-3-89376-187-6.